# Casiri (Tacna)

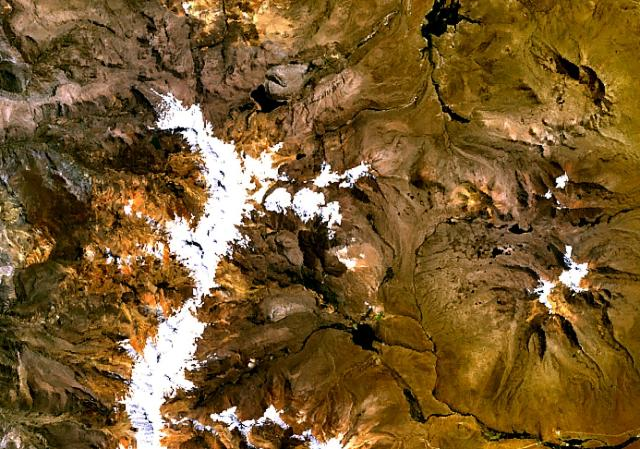
Nevados Casiri

Casiri é um complexo montanhoso da cordilheira do Barroso, nos Andes do Peru, com cerca de 5,650 m de altura e está situado na região de Tacna.

## Nome
O nome "Casiri" pode significar "bawler" em aimará. Casiri também é conhecido como Paucarani ou Paugarani,